# پیوری

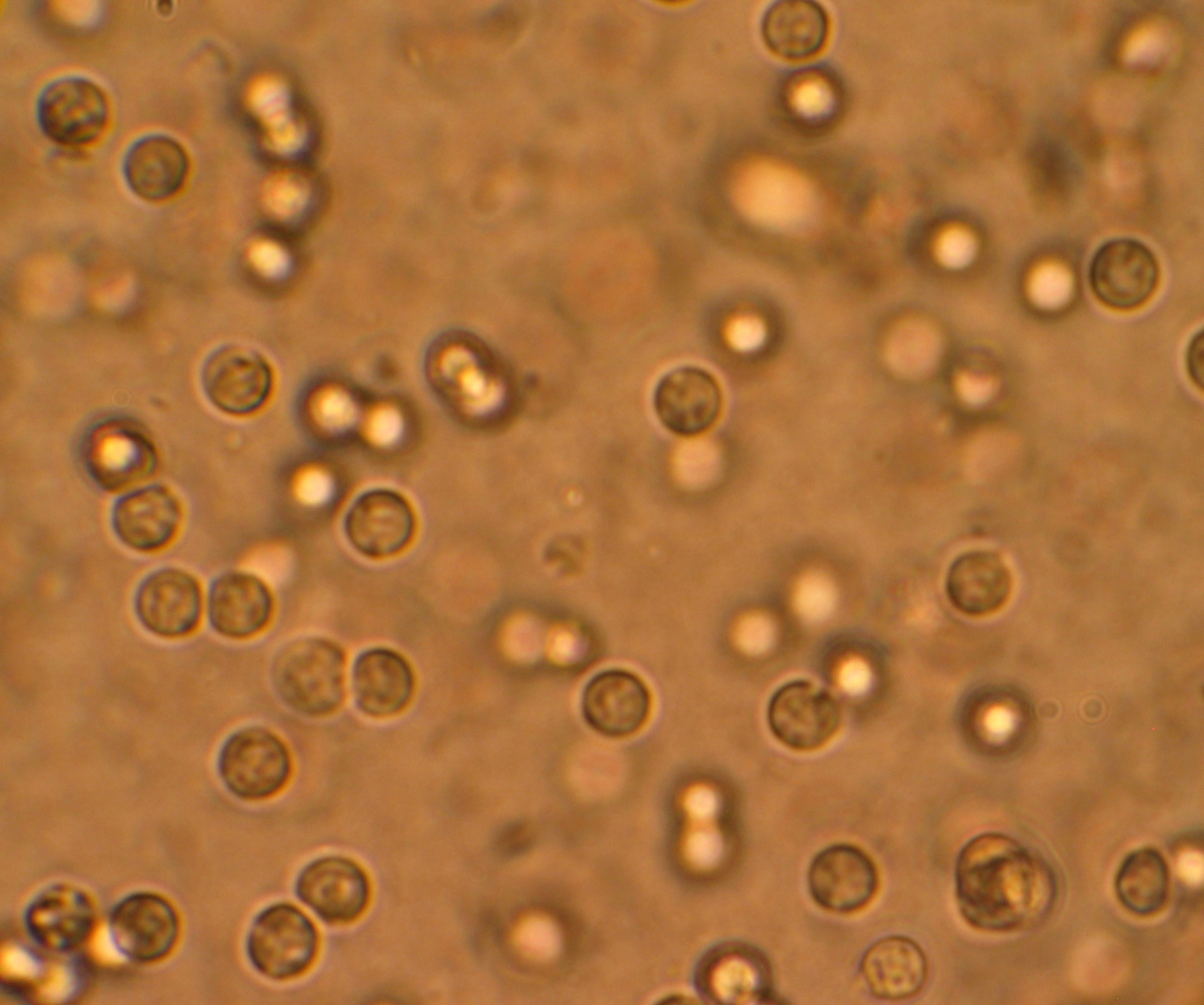
گلبول های سفید زیر میکروسکوپ از نمونه ادرار دیده می شود ؛ که نشان‌دهنده پیوری می‌باشد.

چرک‌میزی یا پیوری (Pyuria) به معنی وجود گلبول سفید (علامت عفونت) در ادرار است. در پیوری بیش از شش تا ده نوتروفیل در یک میدان میکروسکوپ پرقدرت نوری دیده می‌شود.
پیوری اغلب همراه باکتریوری است. پیوری ممکن است در بیماری‌های التهابی گلومرول‌ها همراه با هماچوری باشد. پیوری منفرد بیشتر در همراهی با عفونت مجرای ادراری فوقانی یا تحتانی دیده می‌شود. پیوری همچنین ممکن است با نفریت اینترستیشیل آلرژیک (اغلب با برتری ائوزینوفیل‌ها)، در پیوند و بیماری‌های توبولواینترستیشیل غیرعفونی و غیر آلرژیک روی دهد.«پیوری استریل» (یعنی وجود گلبول سفید در ادرار بدون وجود باکتری) احتمال سل کلیوی یا کلامیدیا را نیز مطرح می‌نماید.